# Idiasta magna
Idiasta magna är en stekelart som först beskrevs av Papp 1966.  Idiasta magna ingår i släktet Idiasta och familjen bracksteklar. Inga underarter finns listade i Catalogue of Life.